# Pagaronia yakuensis
Pagaronia yakuensis är en insektsart som beskrevs av Anufriev 1971. Pagaronia yakuensis ingår i släktet Pagaronia och familjen dvärgstritar. Inga underarter finns listade i Catalogue of Life.